# Fully Realized Humans
Fully Realized Humans ist eine Filmkomödie von Joshua Leonard, die Teilnehmern des Tribeca Film Festivals ab 15. April 2020 online erstmals zur Verfügung gestellt wurde.

## Handlung
Elliot und Jackie werden zum ersten Mal Eltern. Sie erledigen alle Vorbereitungsarbeiten, die sie sollten und lesen viel, auch über den Plötzlichen Kindstod. Elliot und Jackie sind beide ein wenig verrückt. Um ihre eigenen Neurosen loszuwerden, die sie meist von ihren Eltern übernommen haben, beschließen sie, den Monat vor der Geburt ihres Mädchens mit diesen zu verbringen. So wollen sie sich in „voll verwirklichte“ Menschen verwandeln.

## Produktion

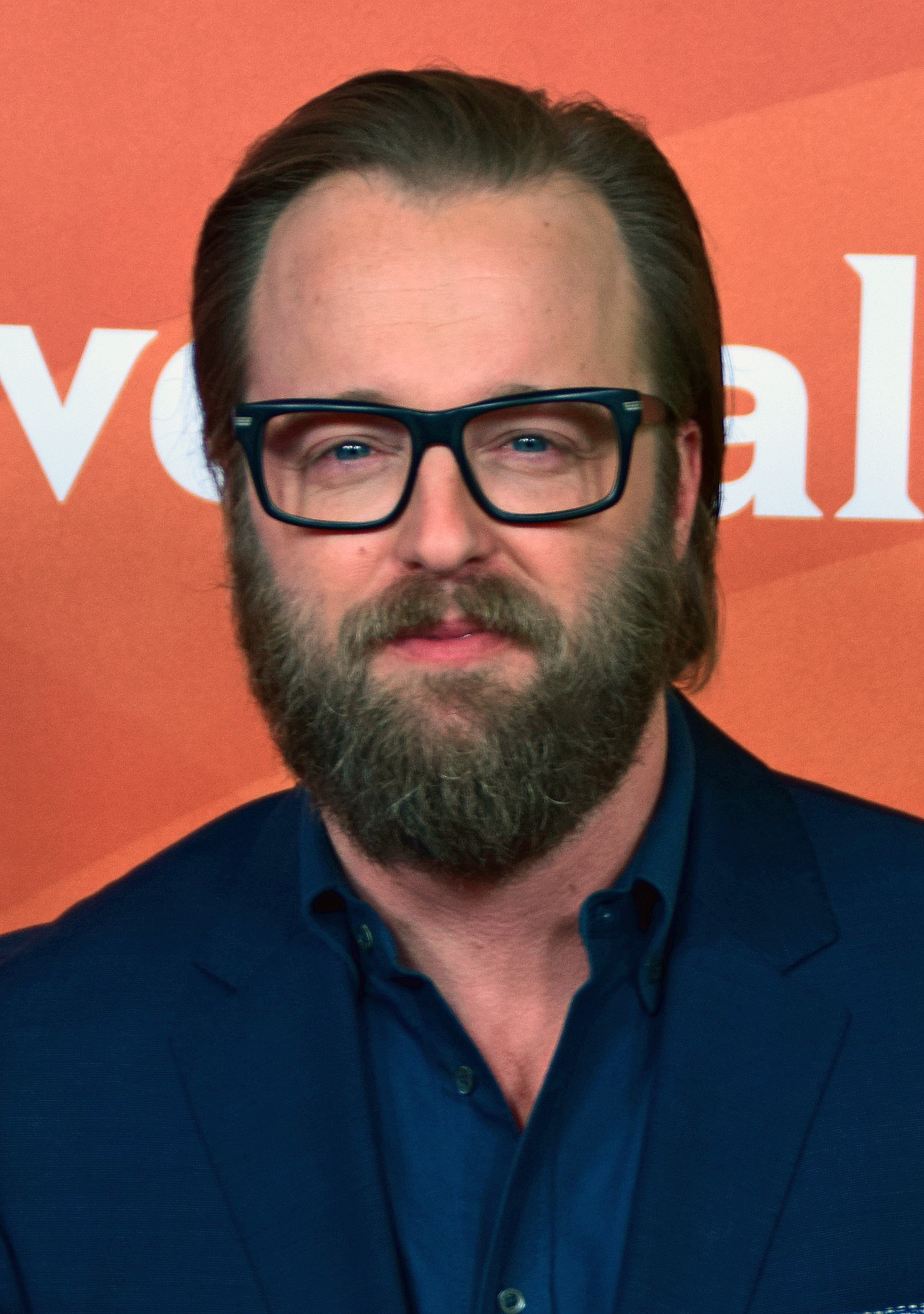
Regisseur Joshua Leonard

Regie führte Joshua Leonard, der gemeinsam mit Jess Weixler auch das Drehbuch schrieb.
Weixler spielt zudem Jackie, Leonard hingegen Elliot. Weixler war während der Dreharbeiten tatsächlich schwanger.
Der Film sollte Mitte April 2020 im Rahmen des Tribeca Film Festivals seine Weltpremiere feiern. Einen Monat vor Beginn des Festivals wurde dieses aufgrund der Coronavirus-Pandemie abgesagt und auf einen bislang unbekannten Zeitpunkt verschoben. Dennoch wurde der Film von 15. bis 26. April 2020, dem ursprünglichen Zeitfenster des Festivals, online zur Verfügung gestellt. Im August 2020 wurde der Film beim Florida Film Festival gezeigt, im September 2020 beim Atlanta Film Festival.

## Rezeption

### Kritiken
Der Film wurde von 83 Prozent aller bei Rotten Tomatoes erfassten Kritiker positiv bewertet mit durchschnittlich 6,8 der möglichen 10 Punkte.

### Auszeichnungen
Tribeca Film Festival 2020
- Nominierung im US Narrative Competition[2]